# Piestruszka
Piestruszka (Lagurus) – rodzaj ssaka z podrodziny karczowników (Arvicolinae) w obrębie rodziny chomikowatych (Cricetidae). 

## Zasięg występowania
Współcześnie żyje tylko jeden gatunek, piestruszka stepowa, zamieszkująca stepy i półpustynie Azji Wschodniej (Chińska Republika Ludowa i Mongolia), środkowej i zachodniej, po Dniepr we wschodniej Europie (Ukraina). W przeszłości istniało więcej gatunków reprezentujących ten rodzaj, np. plejstoceński Lagurus pannonicus, znany z terenów dzisiejszej Rumunii. Również współcześnie żyjąca piestruszka stepowa występowała w poprzednim interglacjale i okresie zlodowacenia dalej na zachód, aż po południową Anglię.

## Morfologia
Długość ciała (bez ogona) 73–125 mm, długość ogona 6–16 mm, długość ucha 5 7mm, długość tylnej stopy 11–16 mm; masa ciała 17–46 g.

## Systematyka
Rodzaj zdefiniował w 1841 roku niemiecki zoolog Constantin Wilhelm Lambert Gloger w książce swojego autorstwa o tytule Gemeinnütziges Hand- und Hilfsbuch der Naturgeschichte. Na gatunek typowy Gloger wyznaczył (oznaczenie monotypowe) piestruszkę stepową (L. lagurus). 

### Etymologia
- Lagurus: gr. λαγως lagōs ‘zając’; -ουρος -ouros ‘-ogonowy’, od ουρα oura ‘ogon’[12].
- Eremiomys (Eremomys): gr. ερημια erēmia ‘pustynia’; μυς mus, μυος muos ‘mysz’[13]. Gatunek typowy: Mus lagurus Pallas, 1773.
- Prolagurus: gr. προ pro ‘blisko, w pobliżu’[14]; rodzaj Lagurus Gloger, 1841. Gatunek typowy: †Lagurus pannonicus Kormos, 1930.
- Laguropsis: rodzaj Lagurus Gloger, 1841; οψις opsis, οψεως opseōs ‘wygląd, oblicze, twarz’[15]. Gatunek typowy: †Lagurodon helleri Kretzoi, 1956.

### Podział systematyczny
Do rodzaju należy jeden współcześnie występujący gatunek:
- Lagurus lagurus (Pallas, 1773) – piestruszka stepowa

Opisano również gatunki wymarłe:
- Lagurus helleri (Kretzoi, 1956)[19] (Niemcy; pliocen)
- Lagurus pannonicus Kormos, 1930[20] (Rumunia; plejstocen)
- Lagurus posterius Zazhigin, 1969[21] (Rosja; plejstocen)
- Lagurus praepannonicus Topachevsky, 1965[22] (Rosja; pliocen)
- Lagurus ternopolitanus (Topachevsky, 1973)[23] (Ukraina; pliocen)
- Lagurus transiens Jánossy, 1962[24] (Węgry; pliocen)